# Quarter (subdivisión urbana)

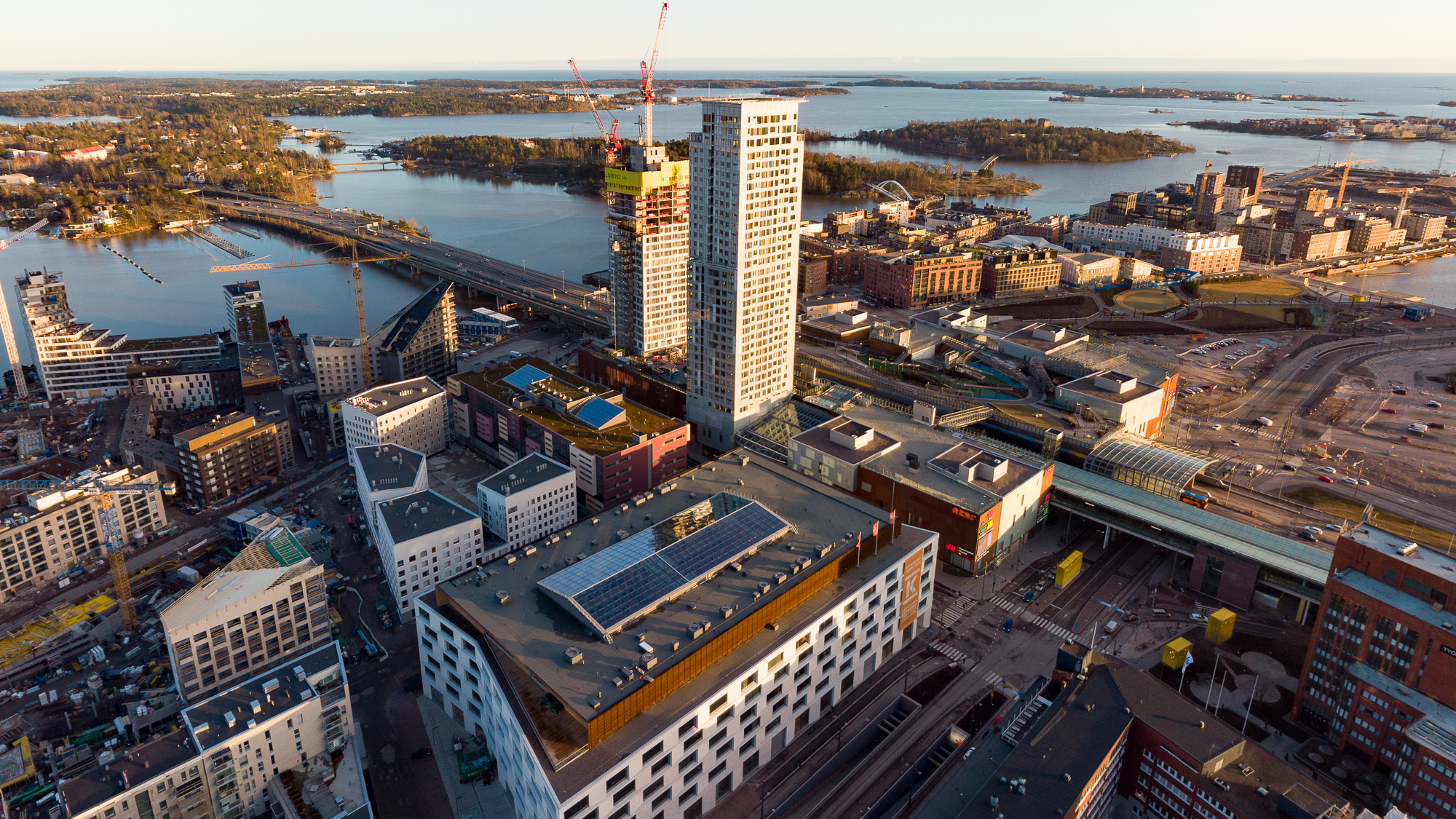
Kalasatama, un quarter de Helsinki, Finlandia.

Un quarter (a menudo traducido como «barrio», también «distrito» o «cuadrante») es una sección de un asentamiento urbano. 
Sus fronteras pueden estar fijadas administrativamente, denominándose entonces borough, y puede tener su propia estructura administrativa, subordinada a la de la ciudad, pueblo u otra área urbana. Tal división es particularmente común en países como Portugal y Brasil (bairro), Polonia (dzielnica), Serbia (четврт  o četvrt), Croacia (četvrt), Georgia (კვარტალი), Alemania (Stadtteil), Italia (Quartiere), Francia (Quartier), Rumania (Cartier) y Camboya (Sangkat). 
Un quarter también puede referirse a un vecindario o barrio de carácter no administrativo pero distinguible por su carácter propio: por ejemplo, un barrio marginal. A menudo se usa para distritos conectados con un grupo particular de personas: por ejemplo, se dice que algunas ciudades tienen barrios judíos, barrios diplomáticos o barrios bohemios. 
La mayoría de ciudades romanas estaban divididas en cuatro partes o cuadrantes (llamados quarters, en inglés) por sus dos avenidas principales: el Cardo y el Decumanus Maximus.
La Ciudad vieja de Jerusalén actualmente tiene cuatro quarters: el barrio musulmán, el barrio cristiano, el barrio judío y el barrio armenio (solía tener un barrio marroquí). También existe un barrio cristiano en Damasco.